# Maison des médecins
La maison des médecins ou maison du docteur Bastin, du nom de son commanditaire, est une habitation de style Art nouveau construite en 1908 à Charleroi. Anciennement attribuée à l'architecte Alfred Machelidon elle est désormais considérée comme une œuvre de l'architecte François Giuannotte. Classée en 1993, elle se situe dans la rue Léon Bernus, au centre d'un ensemble de maisons de la même époque, classé comme ensemble architectural en 2010.

## Histoire
La maison est construite en 1908 pour le docteur Jean-François Bastin (1867-1947), l'un des premiers radiologues de Belgique, amateur d'art et d'architecture. Il y eut son cabinet médical, tout comme son fils, Frantz Bastin, également médecin, qui y demeure jusqu'à sa mort en 1958.
La maison fut ensuite louée à la Société nationale des distributions d'eau, puis à un centre de guidance médicale. Abandonnée en 2009, elle est achetée en 2018 par un historien de l’art et urbaniste bruxellois dans le but d’y aménager un espace culturel, ainsi que des chambres d’hôtes.

## Architecture
Le style Art nouveau imprègne tout autant l'extérieur que l'intérieur de l'immeuble.

### Le plan
Par sa disposition axiale —un hall central donnant accès à quatre pièces d'habitation— le plan reproduit le dispositif traditionnel des maisons bourgeoises à quatre façades, rare dans les maisons mitoyennes. Dans la partie droite se trouvent, en enfilade, le salon, la salle à manger et une véranda. À gauche du hall, une cage d'escalier placée perpendiculairement sépare une pièce avant et une pièce qui fut probablement l'office en relation avec les cuisines se trouvant au sous-sol.

### La façade
La façade asymétrique, résolument marquée par l'Art nouveau se caractérise par sa polychromie et la grande variété des matériaux mis en œuvre. Elle se développe sur trois niveaux et quatre travées inégales, et est couronnée d'amortissements sphériques surplombant la corniche en bois. L'usage de la courbe y est omniprésent,.
Les murs de briques jaunes sont entrecoupés de bandeaux de briques rouges et de pierres grises. Les châssis blancs se détachent par le jeu complexe des petits-bois courbes. La travée plus large de droite comporte à l'étage une grande baie circulaire intégrant un oriel en bois maintenu par des profils en fer forgés.  
Des bas-reliefs en stuc couleur crème ponctuent la façade. Certains, comme ceux sous la corniche ou aux allèges des fenêtres du rez-de-chaussée, présentent des volutes, des fleurs ou des feuilles. Ceux de la travée centrale figurent le millésime « 1908 », deux félins de profil et la coupe d'Hygie, symbole de la santé, qui, placé sous la fenêtre centrale du deuxième étage, fait référence à la profession du commanditaire. Enfin, sous les fenêtres du deuxième étage, les bas-reliefs représentent deux artistes assis dans des médaillons. L'un est un peintre tenant sa palette, l'autre dessine sur sa feuille. Ils rappellent le lien étroit privilégié dans l'Art nouveau, entre l'architecture et l'artisanat,,.
Le fer forgé est utilisé pour la décoration de la porte d'entrée mais aussi des balcons.
Le verre coloré se retrouve dans le vitrail de l'imposte de la porte, mais aussi dans les fenêtres, où le verre translucide de couleur jaune, rose ou verte est présent dans les parties supérieure et inférieure, la partie centrale de la fenêtre étant réalisée en verre transparent incolore.

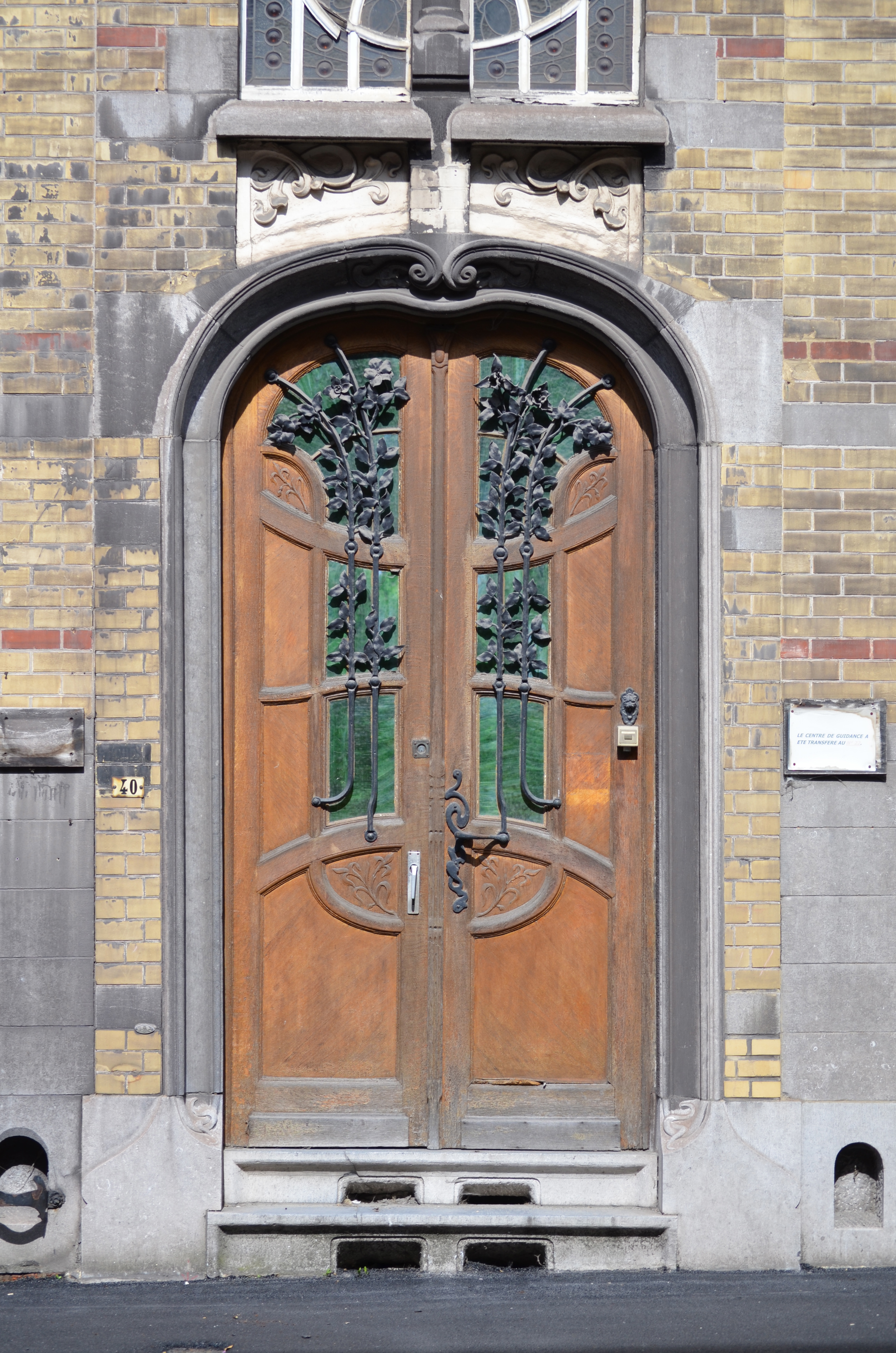
Porte d'entrée.
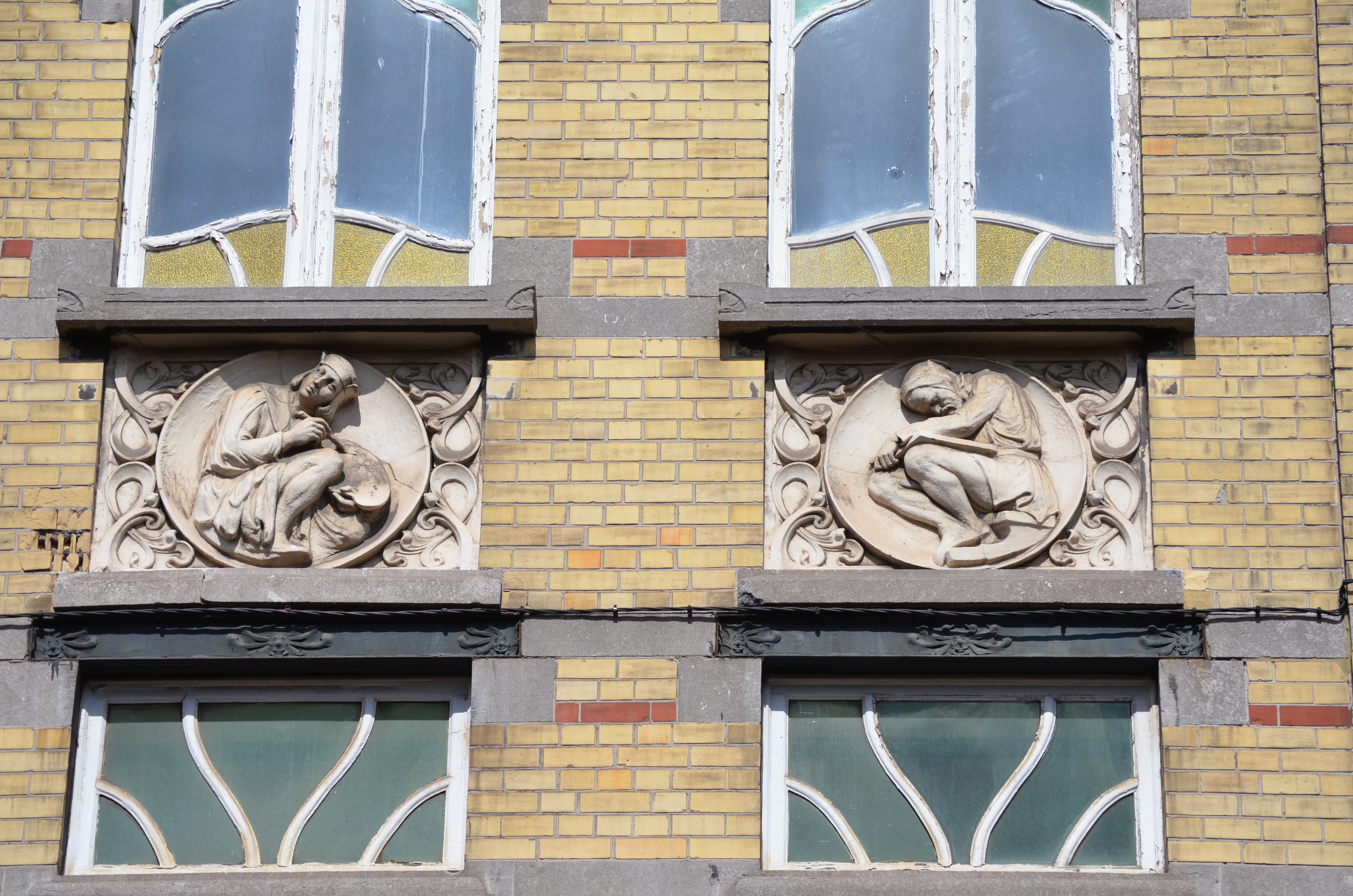
Bas-reliefs présentant deux artistes : un peintre et un architecte.
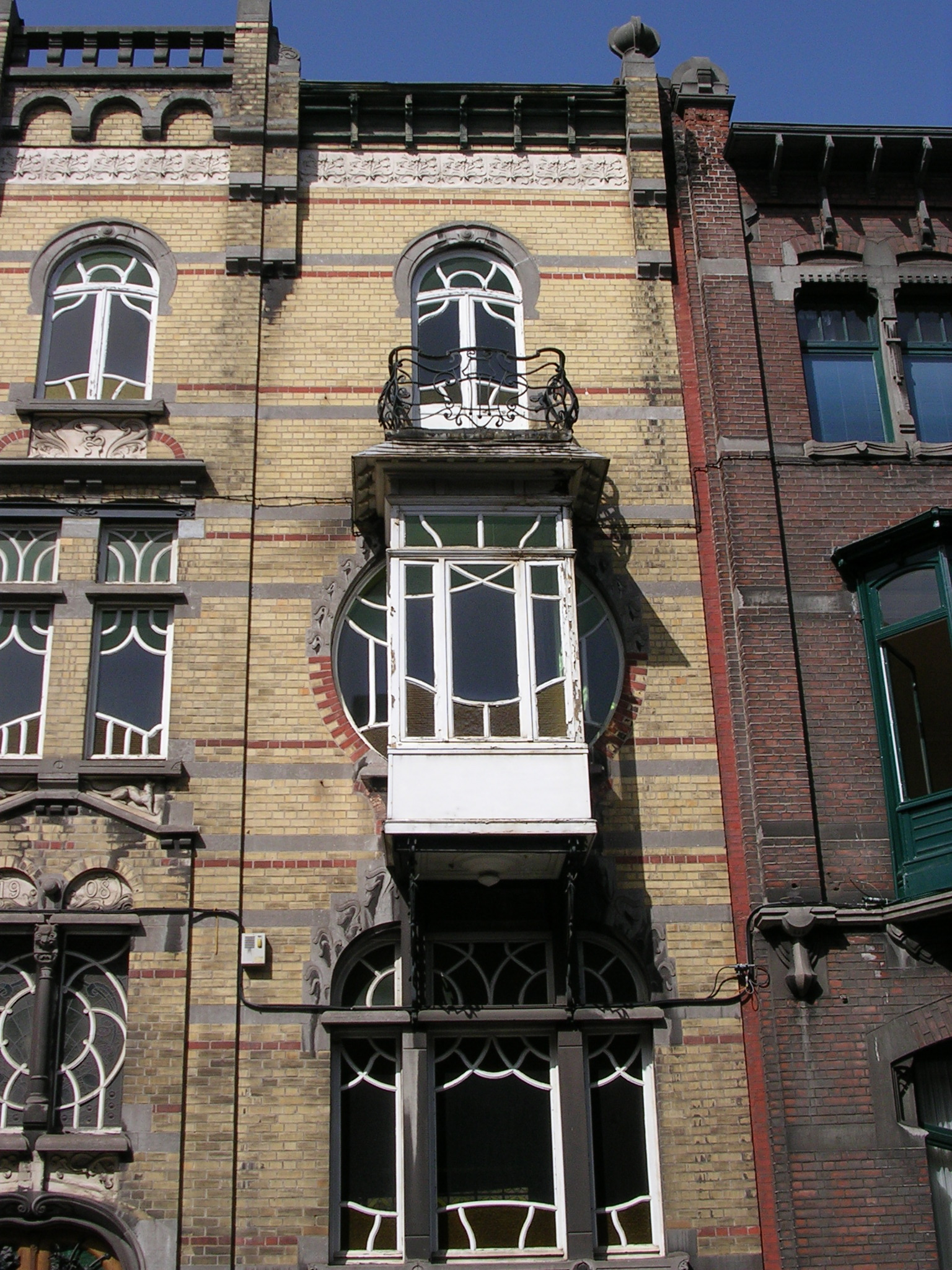
Oriel
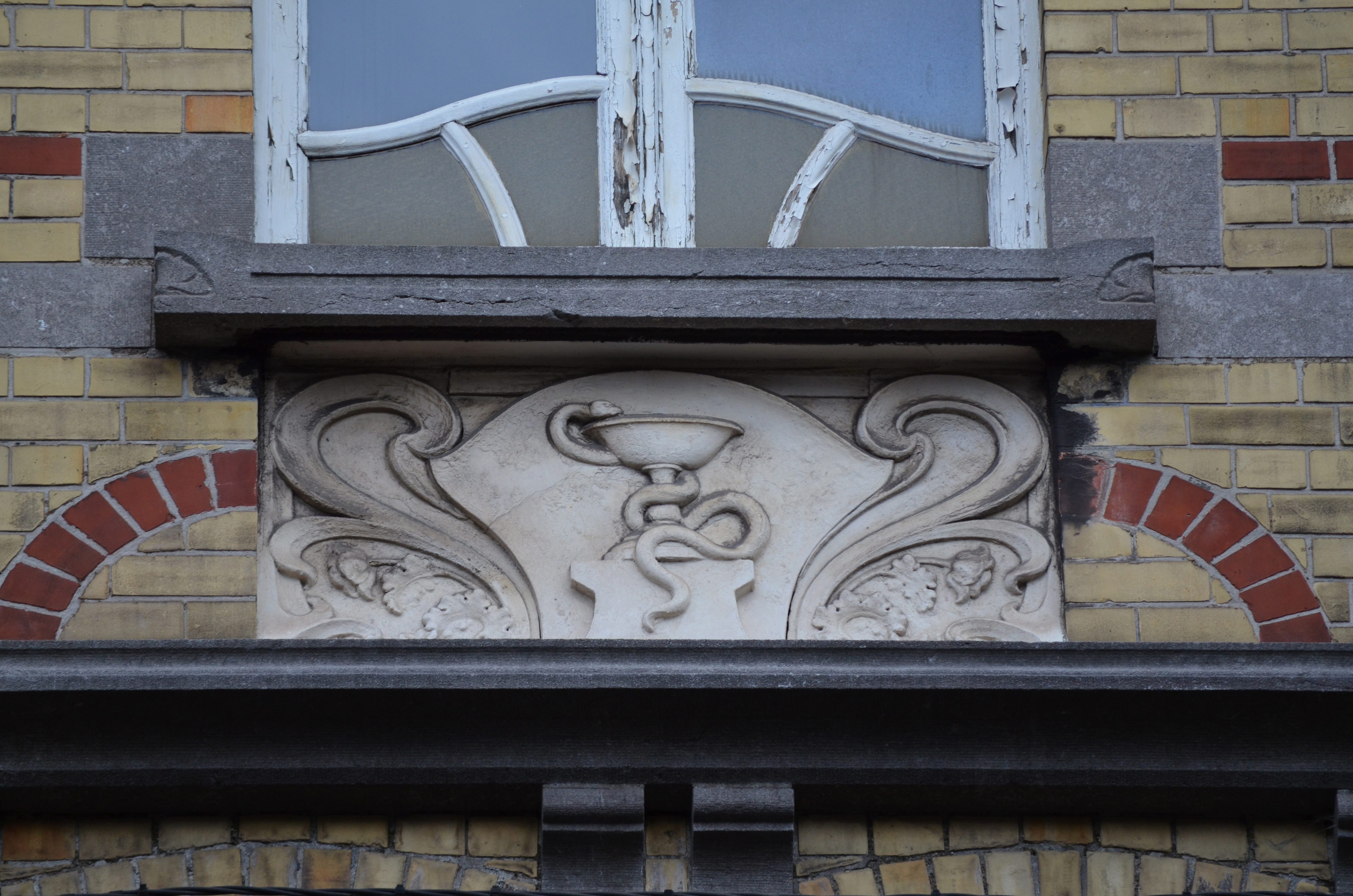
Coupe d'Hygie, symbole de la santé.

### L'intérieur

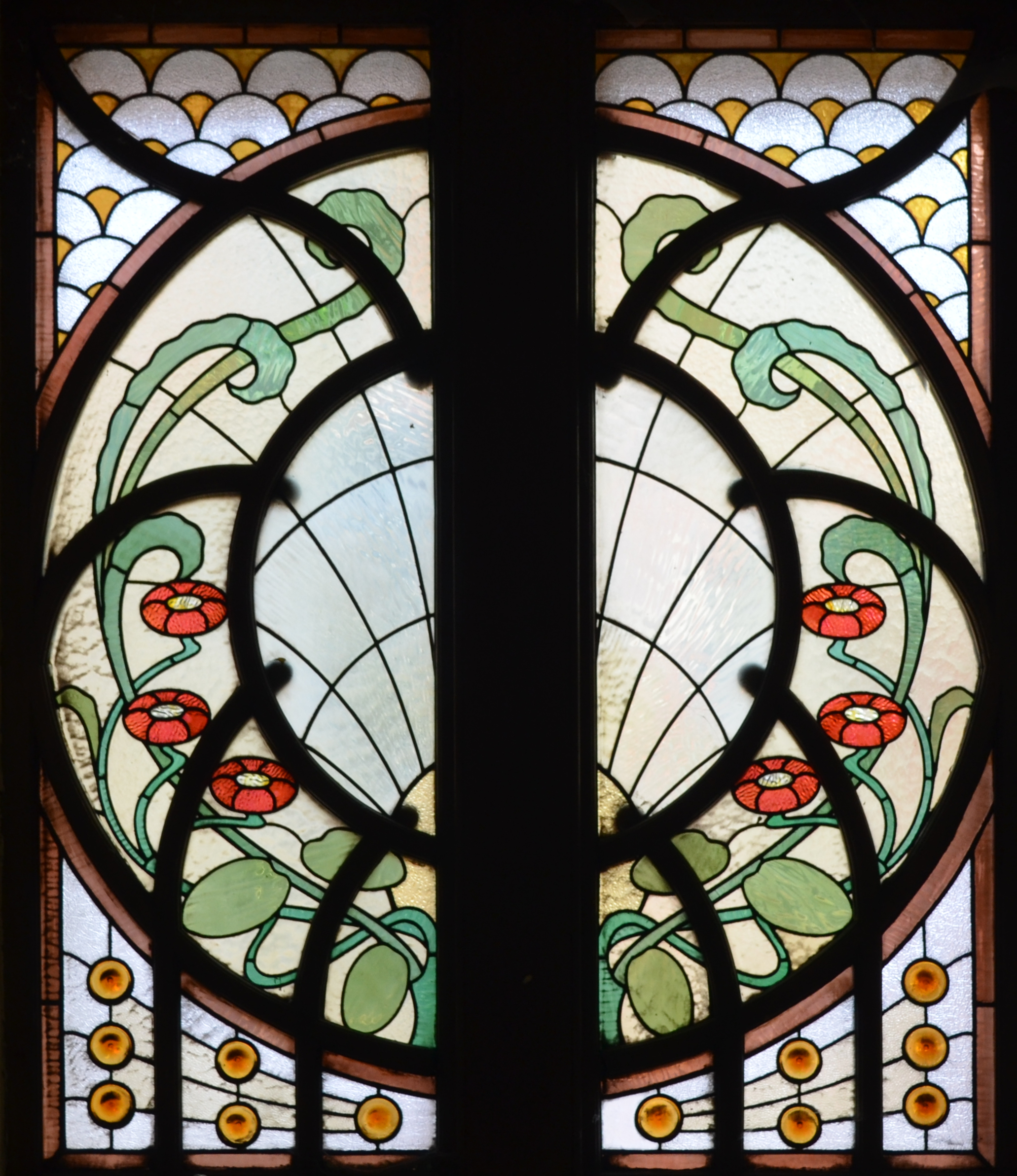
Vitrail de l'imposte de la porte.
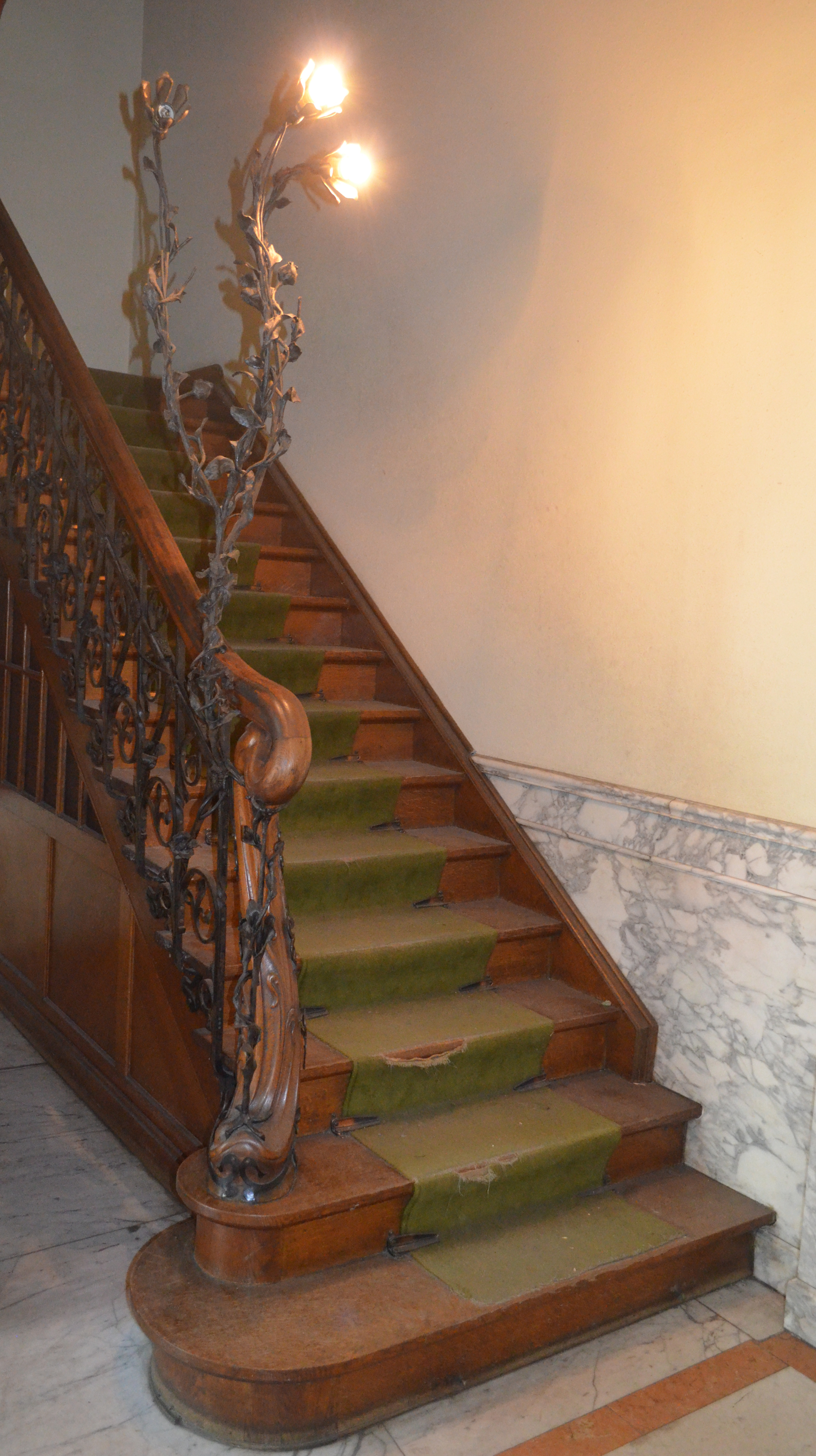
Départ d'escalier en bois et fer forgé.
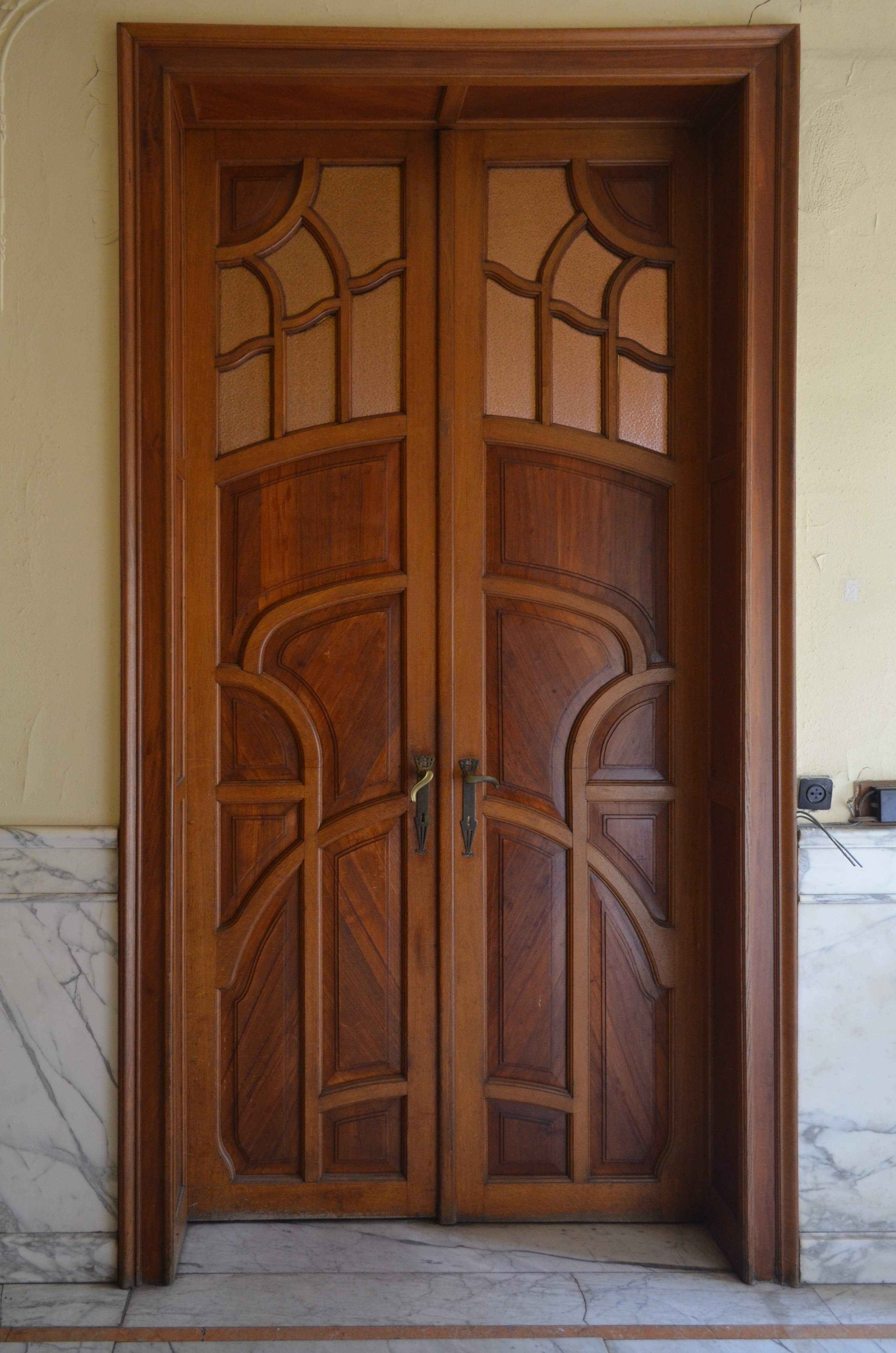
Portes intérieures vues du hall.
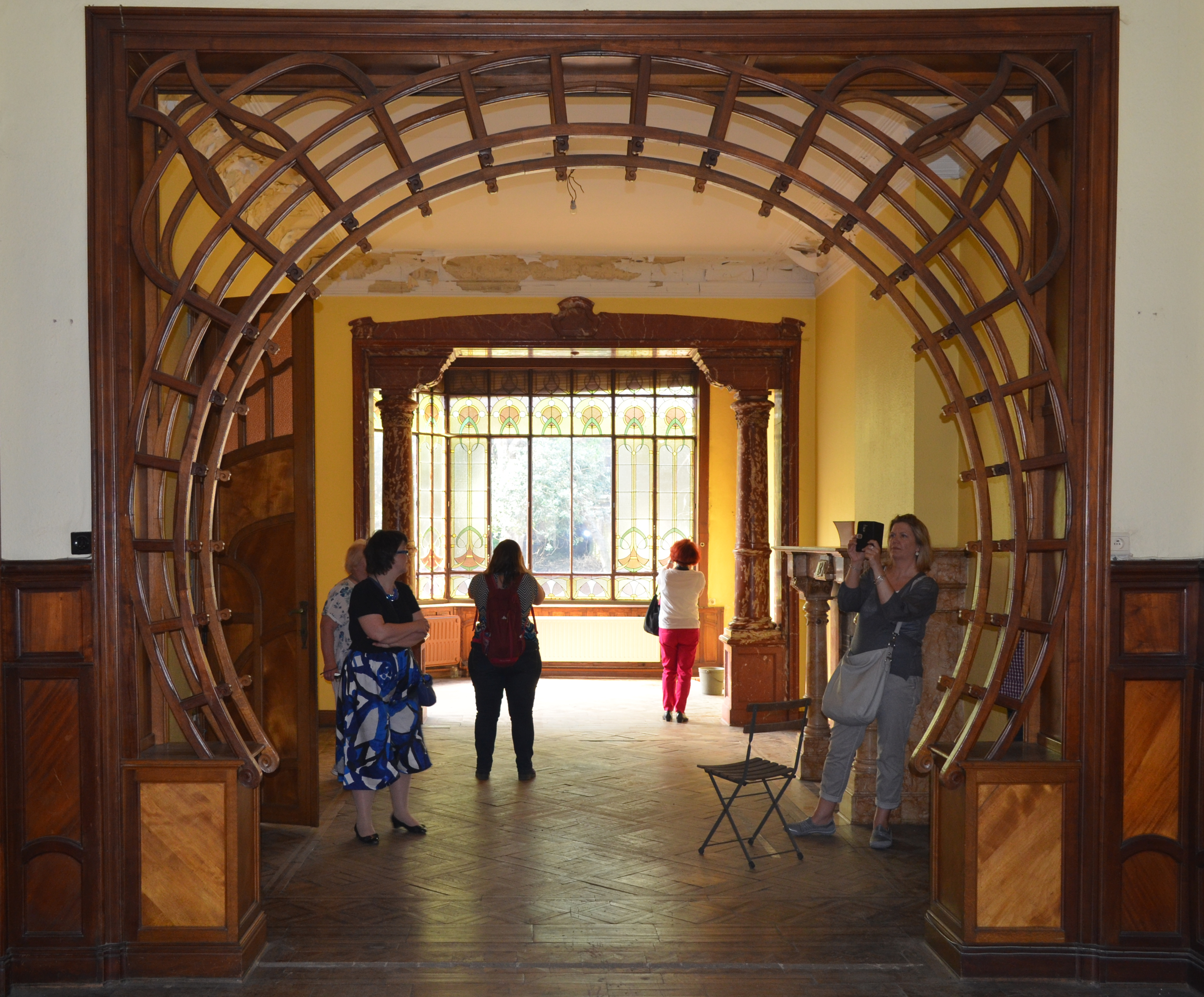
Vue des différentes pièces depuis le salon.
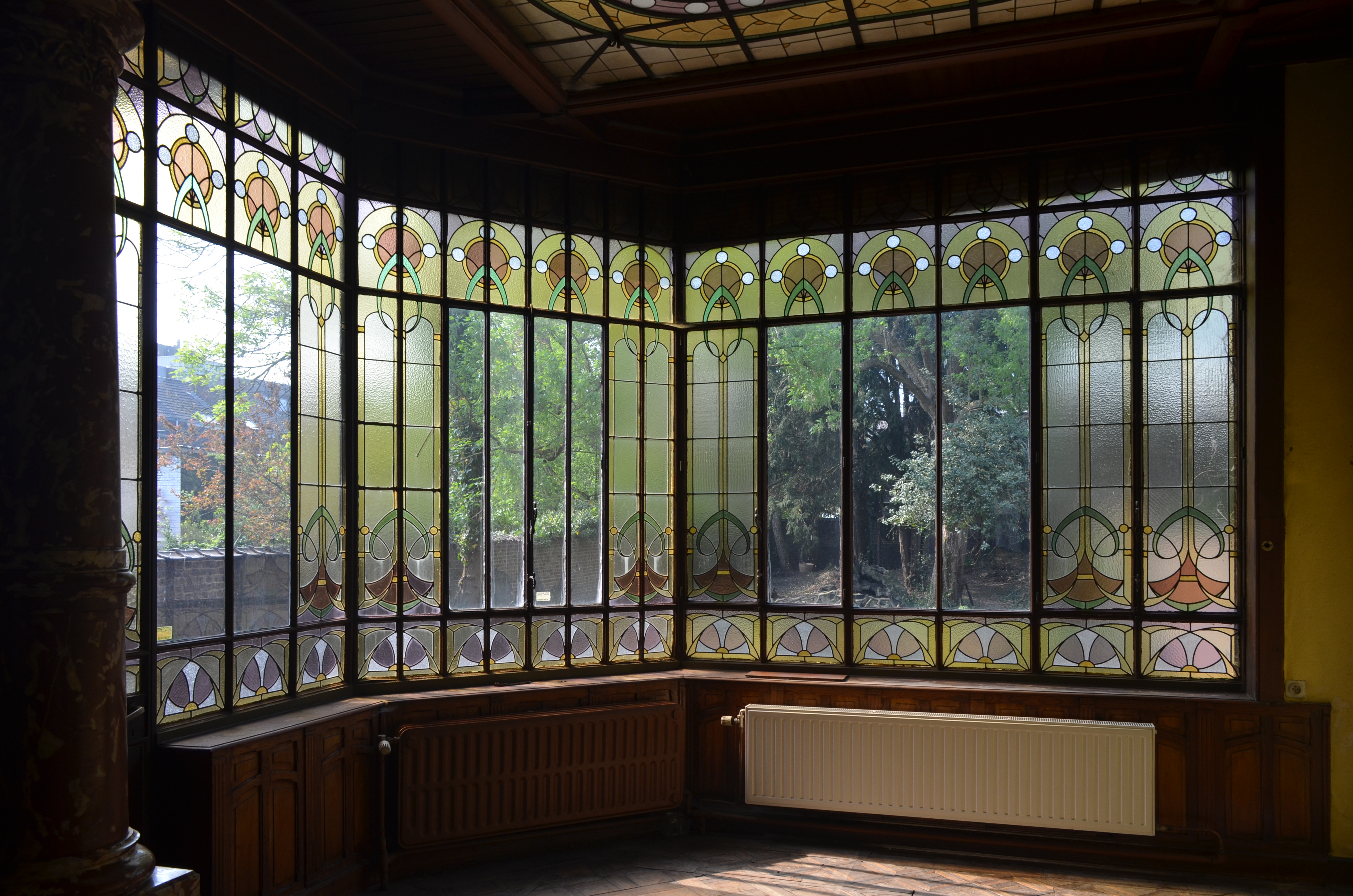
Vitrail du jardin d'hiver.

## Architecte
Le plan de la construction n'étant pas signé, le témoignage du petit-fils du docteur Bastin fit que l'œuvre fut attribuée à Alfred Machelidon, qui, selon le témoin, aurait été élève de Victor Horta. Cependant, étant donné que Horta n'a pas eu d'élève de ce nom et que par ailleurs on ne trouve aucun plan de cet architecte dans les permis de bâtir déposés à cette époque, cette attribution a été contestée. Des ressemblances stylistiques et une comparaison entre l'écriture qui figure sur le plan et celle de lettres signés ont permis à Marie Wautelet d'attribuer la paternité de la Maison des médecins à François Giuannotte (1843-1914). Cette attribution est considérée comme plus fiable. Vu la quantité de réalisations, signées ou attribuées, François Giuannotte serait un des architectes Art nouveau des plus importants pour Charleroi.